# Hugo Wentges
Hugo Wentges (* 11. Februar 2002 in Leiden) ist ein niederländischer Fußballtorwart. Er steht bei ADO Den Haag unter Vertrag und ist ein niederländischer Nachwuchsnationaltorwart.

## Biographie

### Karriere als Aktiver

#### Laufbahn im Verein
Hugo Wentges begann mit dem Fußballspielen bei ASC in Oegstgeest und wechselte im Jahr 2012 in die Jugendabteilung von ADO Den Haag. Am 25. Januar 2022 gab er im Alter von 19 Jahren beim 3:2-Sieg im Zweitligaspiel bei Excelsior Rotterdam sein Profidebüt. Bis zum Ende der Spielzeit kam Wentges auf insgesamt neun Einsätze und qualifizierte sich mit seinem Verein für die Auf- und Abstiegs-Play-offs, wo ADO Den Haag das Finale erreichte, allerdings nach Elfmeterschießen an Excelsior scheiterte. Dabei kam er in fünf von sechs Spielen zum Einsatz. Wentges stieg zur neuen Saison schließlich zum Stammtorwart auf und kam bis einschließlich dem 17. Spieltag in fast jedem Spiel zum Einsatz, zog sich dann allerdings eine Muskelverletzung zu. Erst am letzten Spieltag hatte er wieder gespielt und ADO Den Haag verpasste mit Platz 12 erneut den Aufstieg in die Eredivisie. Hugo Wentges startete in die Saison 2023/24 dann wieder als Stammtorhüter, fiel aber bis zum Saisonende dann wegen einer Knie-OP aus. Ohne ihn erreichten die Den Haager die Auf-und-Abstiegs-Play-offs, in der ADO wieder an Excelsior Rotterdam scheiterte, nun aber mit zwei Niederlagen (1:2 und 1:7).

#### Karriere in der Nationalmannschaft
Hugo Wentges absolvierte am 27. Oktober 2017 beim 3:0-Sieg im Testspiel in seinem Geburtsort Oegstgeest gegen Polen sein erstes Spiel für die niederländische U16-Nationalmannschaft. Insgesamt lief er für diese Altersklasse in zwei Partien auf. 2019 spielte Wentges einmal für die niederländischen U18-Junioren, bevor er am 7. Juni 2022 beim 6:0-Sieg in Almere im EM-Qualifikationsspiel gegen Gibraltar sein Debüt für die U21 der Niederländer gab.